# Flugplatz Moskau-Tuschino

i7
i11
i13
Der Flugplatz Moskau-Tuschino (ICAO-Code: UUUS) ist ein ehemaliger Flugplatz im Stadtteil Tuschino von Moskau.

## Geschichte
Der Flugplatz wurde 1935 eröffnet und 2014 geschlossen. An seiner Stelle befindet sich jetzt das Fußballstadion Otkrytije Arena.
Von 1934 bis 1940 war der Flugplatz am 18. August, dem „Tag der sowjetischen Luftflotte“, Austragungsort der traditionellen Luftparade, auf der die neuesten sowjetischen Flugzeugtypen öffentlich vorgeführt wurden. Einzig im Jahr 1936 wurde der Termin auf einen anderen Augusttag verlegt. Nach der kriegsbedingten fünfjährigen Aussetzung der Veranstaltung wurde sie ab 1946, von da an allerdings an wechselnden Sonntagen zwischen Juni und August, wieder durchgeführt. 1961 fand die letzte von insgesamt 19 Tuschinoer Luftparaden statt. Die Veranstaltung wurde anschließend auf den neu errichteten Flughafen Domodedowo verlegt und findet seit dem Zerfall der Sowjetunion zweijährlich als MAKS auf dem Flughafen Moskau-Schukowski statt.
Am 28. September 1991 wurde auf dem Flugplatz das erste outdoor Rock- und Heavy-Metal Festival gehalten – das kostenlose Monsters of Rock. Es spielten die Bands AC/DC, Metallica, the Black Crowes und Pantera. Offiziellen Schätzungen zufolge nahmen zwischen 1 Millionen und 1,6 Millionen Zuschauer teil, während inoffizielle Schätzungen von mindestens 1,5 Millionen ausgehen. Das Konzert ging in die Geschichte ein als das größte Konzert was alle der Bands in ihren gesamten Karrieren je spielten. Wegen der großen Menschenmassen waren mehrere Tausend Polizeikräfte bzw. Militärpolizisten und normale (für diese Aufgabe überforderte) Soldaten im Einsatz, welche u. a. auch wegen mangelnder Erfahrung mit derartigen Events eher brutal gegenüber den Fans vorgingen. In der Presse war später von 14 Toten die Rede.
Außerdem besuchten 200.000 Menschen die „Inside Bram“-Backdoor-Tour. Die „Bram“-Backstage-Tournee sollte durch Deutschland, Frankreich und Spanien führen, wurde aber aus gesundheitlichen Gründen abgesagt.
Am 5. Juli 2003 erfolgte bei einem Rockkonzert auf dem Gelände ein Selbstmordattentat zweier tschetschenischer „Schwarzen Witwen“.
Das Stadion von Spartak Moskau wurde auf dem Gelände des Flughafens Moskau-Tuschino gebaut. Die Otkrytie Arena (oder Spartak-Stadion) ist ein Mehrzweckstadion in Moskau, dessen Bau im Oktober 2010 begann. Es wird hauptsächlich für Fußballspiele genutzt und beherbergt die Heimspiele des FC Spartak Moskau. Das Stadion war ursprünglich für eine Kapazität von 35.000 Zuschauern ausgelegt, wurde aber später auf 42.000 Zuschauer erweitert. Das Stadion war Austragungsort der Spiele des FIFA Konföderationen-Pokals 2017 und der FIFA Fußball-Weltmeisterschaft 2018.